# Lijst van Amsterdamse hoofdcommissarissen
Dit is een lijst van hoofdcommissarissen (vanaf 1993 korpschef) van de Amsterdamse politie.
| Ambtsperiode | Naam                    | Geboren           | Overleden         | Opmerking                                                                                                |
| ------------ | ----------------------- | ----------------- | ----------------- | --- |
| 1852 - 1863  | Chr. de Bie             | 1792              | 6 januari 1863    | Vanaf mei 1851 al als 'Commissaris aan het hoofdbureau van politie'                                      |
| 1863 - 1878  | F. de Klopper           | 7 november 1817   | 31 maart 1878     | |
| 1878 - 1894  | H.G. van Doesburgh      | 13 maart 1836     | 14 december 1897  | Hoofd justitiële zaken                                                                                   |
| 1878 - 1895  | P.W. Steenkamp          | 3 juni 1840       | 11 januari 1914   | Hoofd gemeentepolitie                                                                                    |
| 1895 - 1903  | J.A. Franken            | 10 december 1860  | 24 september 1927 | |
| 1903 - 1913  | H.S. Hordijk            | 22 maart 1862     | 25 maart 1930     | |
| 1914 - 1919  | Th.M. Roest van Limburg | 29 april 1865     | 1 april 1935      | |
| 1919 - 1929  | A.J. Marcusse           | 14 augustus 1868  | 9 januari 1933    | |
| 1929 - 1941  | H.J. Versteeg           | 5 maart 1878      | 29 april 1954     | Vader (Hendrik Johan Versteeg sr.) was hoofdcommissaris in Den Haag.                                     |
| 1941 - 1942  | S. Tulp                 | 29 maart 1891     | 22 oktober 1942   | |
| 1942         | C. Bakker               | 27 februari 1877  | 15 juli 1949      | Waarnemend hoofdcommissaris                                                                              |
| 1943         | J.C. Krenning           | 1 oktober 1895    | 20 mei 1975       | Waarnemend hoofdcommissaris                                                                              |
| 1943         | J. Feitsma              | 22 januari 1884   | 9 februari 1945   | Naast procureur-generaal ook gedurende één maand waarnemend politiepresident.                            |
| 1943         | E.J. Voûte              | 17 september 1887 | 18 juni 1950      | Waarnemend politiepresident                                                                              |
| 1943 - 1945  | H.A. van Hilten         | 5 november 1896   | 1967              | Politiepresident                                                                                         |
| 1945         | H.J. Versteeg           | (zie boven)       | (zie boven)       | Teruggekomen 5 mei 1945 hoewel de regering in Londen W.H. Schreuder wilde benoemen.                      |
| 1945 - 1946  | K.H. Broekhoff          | 26 april 1886     | 10 april 1946     | Binnen een week ernstig ziek geworden. Tijdens die ziekte heeft J.L. Posthuma diens functie waargenomen. |
| 1946 - 1956  | H.A.J.G. Kaasjager      | 11 juni 1891      | 19 november 1966  | |
| 1956 - 1966  | H.J. van der Molen      | 4 juni 1911       | 21 juni 2005      | |
| 1966 - 1974  | P.A. Jong               | 25 oktober 1914   | 11 juni 2010      | |
| 1974 - 1980  | Th.C.J. Sanders         | 30 juni 1920      | 21 mei 2008       | |
| 1980 - 1987  | J. Valken               | 4 maart 1926      | 11 november 2018  | |
| 1987 - 1997  | E.E. Nordholt           | 11 april 1939     |                   | |
| 1997 - 2004  | J. Kuiper               | 15 december 1944  | 21 februari 2011  | Ook Joop van Riessen verkreeg als tweede man naast Kuiper de rang van hoofdcommissaris                   |
| 2004 - 2011  | B.J.A.M. Welten         | 25 februari 1955  |                   | |
| 2011 - 2019  | P.J. Aalbersberg        | 27 juni 1959      |                   | |
| 2019 - 2024  | F. Paauw                | 10 november 1958  |                   | Was voor zijn benoeming sedert 2010 hoofdcommissaris in Rotterdam                                        |
| 2024 - heden | P. Holla                | 1962              |                   | |